# Mecanorreceptor

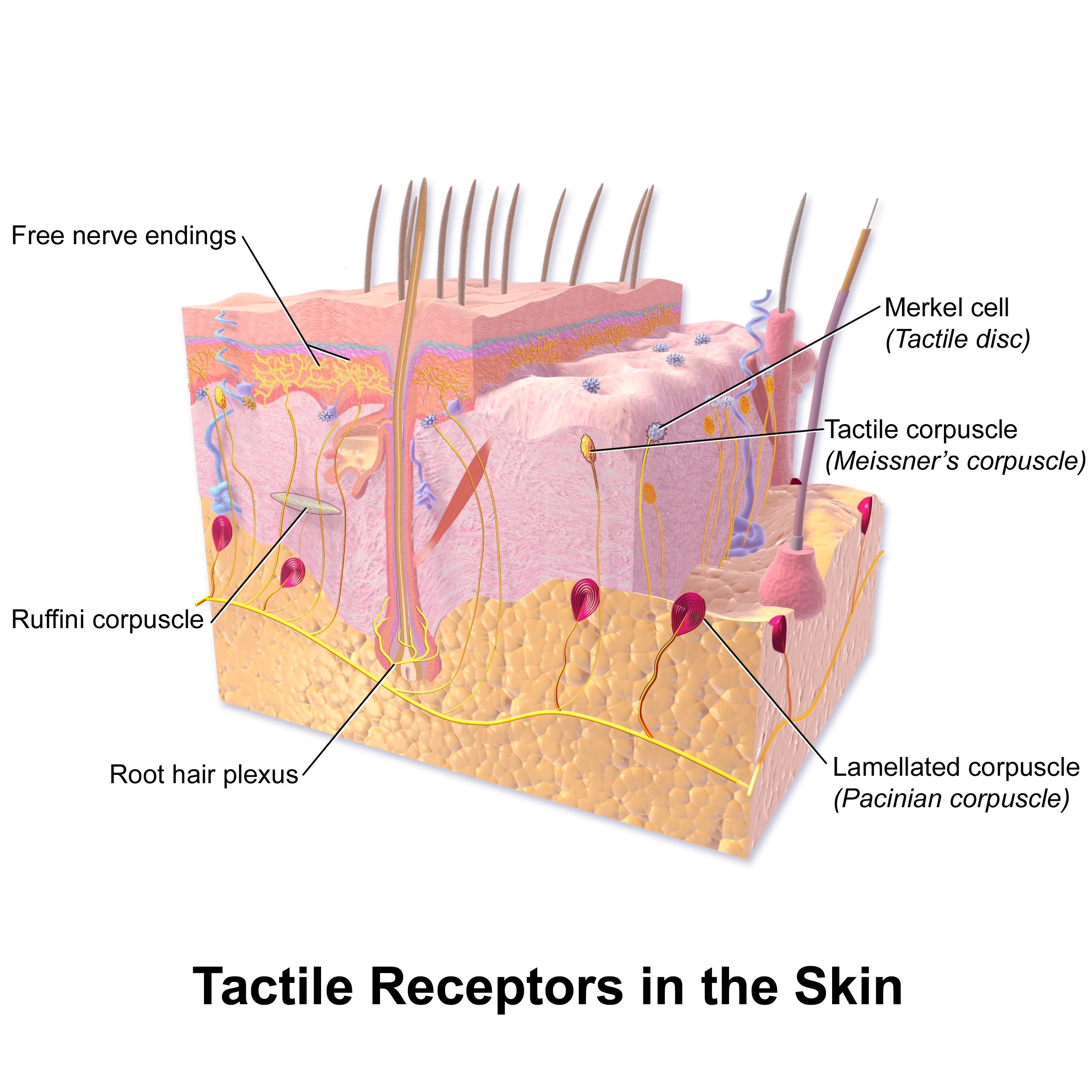
Corpúsculos del tacto.

Un mecanorreceptor  es el receptor sensorial que reacciona ante la presión mecánica o las distorsiones y pertenece al sentido del tacto. Existen cinco principales tipos en la piel glabra humana: los corpúsculos de Pacini, los corpúsculos de Meissner, los corpúsculos de Krause, las terminaciones nerviosas de Merkel y los corpúsculos de Ruffini. Existen también mecanorreceptores en la piel con pelo, y las células  de la cóclea son de hecho los mecanorreceptores más sensibles de todos, traduciendo las presiones de aire en sonido.
Todo esto corresponde al hábitat del animal y su especie.
Son también estructuras que corresponden a terminaciones nerviosas libres o encapsuladas, que actúan como transductores, es decir, tienen la capacidad de transformar un estímulo mecánico, químico o electromagnético en un impulso nervioso y ya.
La piel como órgano mecanorreceptor

## Mecanismo de sensación
Los mecanorreceptores son neuronas secundarias que responden a estímulos mecánicos disparando potenciales de acción. En la transducción somatosensorial, las neuronas aferentes transmiten a través de sinapsis un mensaje a la médula espinal, donde las neuronas de segundo orden mandan la señal al tálamo y realizan la sinapsis con las neuronas de tercer orden en el complejo ventrobasal. Las neuronas de tercer orden mandan luego la señal a la corteza somatosensorial.